# Marché maritime
Le marché maritime est un terme général englobant le marché du fret, le marché d'achat et vente, le marché de construction et le marché de la démolition, tous distincts et interdépendants usant de ressources financières communes.

## Marché du fret.
Ce marché représente l'achat et la vente du service de transport maritime. Il s'effectue entre un armateur et un affréteur via le biais d'un courtier maritime qui officiera tel un médiateur. Le contrat de transport maritime réalisé peut être de plusieurs types:
1. L'affrètement au voyage ou charte-partie au voyage: ce type d'affrètement traite du transport d'une marchandise d'un point à un autre avec un prix fixe par tonne.
2. Le contrat d'affrètement: L'armateur convient de transporter plusieurs parcelles de cargo à un prix fixe par tonne.
3. L'affrètement à temps ou charte-partie à temps: dans ce cas ci, l'affréteur gère le côté opérationnel du navire pour une période stipulée dans le Contrat de transport maritime (cela peut être le temps d'un voyage pour un affrètement au « trip »). L'armateur reste responsable des frais de fonctionnement (réparations, entretien, rémunération de l'équipage) tandis que l'affréteur gère les opérations commerciales et les frais de voyage (tel les frais de passage de certains canaux, le fioul...).
4. L'affrètement coque nue ou charte-partie coque nue: L'affréteur gère et contrôle totalement le navire, tous les coûts autres que l'achat du navire lui reviennent. L'armateur ne fourni que la "coque".

La fixation des prix peut être faite sur base de l'échelle mondiale (World Scale W/S) ou sur base d'indices issus de marchés dérivés.
À ce stade l'argent rentre dans le marché maritime

## Marché d'achat et vente
Ce marché est fondé sur les transactions d'achats et ventes des navires d'occasion entre armateurs. Le prix pour un même navire est très volatil et dépend de plusieurs facteurs. Il peut varier selon les taux de fret, l'âge du navire, l'inflation, les prévisions économiques et la nature de la coque. Par exemple, un navire transportant du liquide est souvent doublé à la coque et donc sera moins sujet à la corrosion, vieillit mieux et se négociera plus cher.
Ce marché permet, contrairement au marché de construction, d'obtenir un navire sans délai.
Au sein de ce marché l'argent n'est échangé qu'entre acteurs du marché maritime, ainsi les ressources financières du marché maritime restent identiques.

## Marché de la construction
Ce marché traite de l'achat de navires neufs dans les chantiers de construction (chantier naval). Le prix des navires, dépendant de l'offre et de la demande, peut varier très fortement néanmoins, à la suite de frais minimaux, ils varient moins que sur le marché d'achat et vente.
Ici l'argent sort du marché maritime pour être inséré dans les chantiers de construction.

## Marché de la démolition
Le marché de la démolition est issu des ventes de navire entre armateurs et chantiers de démolition (démolition navale). Le prix de vente dépend principalement du marché de l'acier.
À ce niveau l'argent issu de ces derniers est injecté dans le marché maritime.

## Citation
- « On sait que les économistes entendent par marché, non pas un lieu déterminé où se consomment les achats et les ventes, mais tout un territoire dont les parties sont unies par des rapports de libre commerce, en sorte que les prix s'y nivellent avec facilité et promptitude[1] »